# Ernest Bens
Ernest Bens (né le 5 juillet 1949 à Geel,) est un coureur cycliste belge. Il participe à des compétitions durant les années 1960 et 1970.

## Biographie
Chez les amateurs, Ernest Bens se distingue en remportant de nombreux titres de champion de Belgique sur piste. Il participe également aux Jeux olympiques de 1968, où il se classe cinquième de la poursuite par équipes. Après ses performances, il passe professionnel en août 1971 et le reste jusqu'en décembre 1974. Il n'obtient toutefois aucune victoire durant cette période.

## Palmarès sur piste

### Jeux olympiques
- Mexico 1968
  - 5e de la poursuite par équipes

### Championnats nationaux
- 1968
  - 3e du championnat de Belgique de poursuite par équipes amateurs
- 1969
  -  Champion de Belgique de l'américaine amateurs (avec Willy Debosscher)
  -  Champion de Belgique de poursuite amateurs
- 1970
  -  Champion de Belgique de course derrière derny amateurs
  - 2e du championnat de Belgique de poursuite amateurs
- 1972
  - 2e du championnat de Belgique de course derrière derny
- 1974
  - 3e du championnat de Belgique de poursuite

## Palmarès sur route
- 1969
  - 2e étape du Tour de Liège
- 1971
  - Bruxelles-Opwijk
  - 5e étape du Tour de Belgique amateurs
- 1972
  - 2e du Circuit de Neeroeteren